# Campionati del mondo di atletica leggera 2015 - Staffetta 4×100 metri femminile
La gara della staffetta 4×100 metri femminile si è svolta il 29 agosto 2015.

## Podio
| Pos.    | Nazione | Tempo |
| ------- | --- | ----- |
| Oro     | Giamaica Veronica Campbell-Brown, Natasha Morrison, Elaine Thompson, Shelly-Ann Fraser-Pryce, Sherone SimpsonKerron Stewart | 41"07 |
| Argento | Stati Uniti English Gardner, Allyson Felix, Jenna Prandini, Jasmine Todd                                                    | 41"68 |
| Bronzo  | Trinidad e Tobago Kelly-Ann Baptiste, Michelle-Lee Ahye, Reyare Thomas, Semoy Hackett, Khalifa St.Fort                      | 42"03 |

## Situazione pre-gara

### Record
Prima di questa competizione, il record del mondo (WR) e il record dei campionati (CR) erano i seguenti.
| Record                | Prestazione | Atleta                                                                               | Data                               | Competizione               |
| --------------------- | ----------- | ------------------------------------------------------------------------------------ | ---------------------------------- | -------------------------- |
| Record mondiale       | 40"82       | Stati Uniti Tianna Madison, Allyson Felix, Bianca Knight, Carmelita Jeter            | 10 agosto 2012 Londra, Regno Unito | Giochi della XXX Olimpiade |
| Record dei campionati | 41"29       | Giamaica Carrie Russell, Kerron Stewart, Schillonie Calvert, Shelly-Ann Fraser-Pryce | 18 agosto 2013 Mosca, Russia       | Campionati del mondo 2013  |

### Campioni in carica
I campioni in carica, a livello mondiale e olimpico, erano:
| Campione | Atleta | Prestazione | Data                               | Competizione               |
| -------- | --- | ----------- | ---------------------------------- | -------------------------- |
| Olimpico | Stati Uniti Tianna Madison, Allyson Felix, Bianca Knight, Carmelita Jeter, Jeneba Tarmoh, Lauryn Williams | 40"82       | 10 agosto 2012 Londra, Regno Unito | Giochi della XXX Olimpiade |
| Mondiale | Giamaica Carrie Russell, Kerron Stewart, Schillonie Calvert, Shelly-Ann Fraser-Pryce                      | 41"29       | 18 agosto 2013 Mosca, Russia       | Campionati del mondo 2013  |

### La stagione
Prima di questa gara, gli atleti con le migliori tre prestazioni dell'anno erano:
| Pos. | Atleta      | Prestazione | Data                             |
| ---- | ----------- | ----------- | -------------------------------- |
| 1    | Stati Uniti | 41"96       | 17 luglio 2015 Monaco            |
| 2    | Giamaica    | 42"14       | 3 maggio 2015 Nassau, Bahamas    |
| 3    | Ucraina     | 42"50       | 24 luglio 2015 Čeboksary, Russia |

## Risultati

### Batterie
Qualificazione: i primi tre di ogni serie (Q) e i due tempi migliori tra gli esclusi (q) si qualificano alle finali.
| Pos. | Batteria | Nazione           | Atleti                                                                      | Tempo | Note                                     |
| ---- | -------- | ----------------- | --------------------------------------------------------------------------- | ----- | ---------------------------------------- |
| 1    | 1        | Giamaica          | Sherone Simpson, Natasha Morrison, Kerron Stewart, Shelly-Ann Fraser-Pryce  | 41.84 | Q,                                       |
| 2    | 2        | Stati Uniti       | English Gardner, Allyson Felix, Jenna Prandini, Jasmine Todd                | 42.00 | Q                                        |
| 3    | 2        | Trinidad e Tobago | Kelly-Ann Baptiste, Michelle-Lee Ahye, Reyare Thomas, Khalifa St.Fort       | 42.24 | Q,                                       |
| 4    | 2        | Paesi Bassi       | Nadine Visser, Dafne Schippers, Naomi Sedney, Jamile Samuel                 | 42.32 | Q,                                       |
| 5    | 1        | Regno Unito       | Asha Philip, Jodie Williams, Bianca Williams, Desiree Henry                 | 42.48 | Q,                                       |
| 6    | 1        | Canada            | Crystal Emmanuel, Kimberly Hyacinthe, Isatu Fofanah, Khamica Bingham        | 42.60 | Q,                                       |
| 7    | 2        | Germania          | Rebekka Haase, Alexandra Burghardt, Gina Lückenkemper, Verena Sailer        | 42.64 | q,                                       |
| 8    | 1        | Russia            | Marina Panteleyeva, Kseniya Ryzhova, Elizaveta Demirova, Ekaterina Smirnova | 43.09 | q                                        |
| 9    | 2        | Brasile           | Bruna Farias, Franciela Krasucki, Vitoria Cristina Rosa, Rosângela Santos   | 43.15 |                                          |
| 10   | 1        | Cina              | Xiaojing Liang, Lingwei Kong, Huijun Lin, Wei Yongli                        | 43.18 |                                          |
| 11   | 1        | Polonia           | Agata Forkasiewicz, Anna Kiełbasińska, Weronika Wedler, Marta Jeschke       | 43.20 | Miglior prestazione personale stagionale |
| 12   | 1        | Italia            | Giulia Riva, Irene Siragusa, Anna Bongiorni, Gloria Hooper                  | 43.22 | Miglior prestazione personale stagionale |
| 13   | 2        | Svizzera          | Marisa Lavanchy, Léa Sprunger, Mujinga Kambundji, Sarah Atcho               | 43.38 |                                          |
| 14   | 2        | Francia           | Lénora Guion-Firmin, Stella Akakpo, Maroussia Pare, Céline Distel-Bonnet    | 43.58 | Miglior prestazione personale stagionale |
| 15   | 2        | Ucraina           | Olesja Povch, Nataliya Strohova, Khrystyna Stuy, Nataliia Pygyda            | 43.59 |                                          |
| 16   | 1        | Nigeria           | Gloria Asumnu, Stephanie Kalu, Deborah Oluwaseun Odeyemi, Cecilia Francis   | 43.89 |                                          |

### Finale
| Pos. | Nazione           | Atleti                                                                              | Tempo | Note                                     |
| ---- | ----------------- | ----------------------------------------------------------------------------------- | ----- | ---------------------------------------- |
|      | Giamaica          | Veronica Campbell-Brown, Natasha Morrison, Elaine Thompson, Shelly-Ann Fraser-Pryce | 41.07 | Miglior prestazione mondiale stagionale  |
|      | Stati Uniti       | English Gardner, Allyson Felix, Jenna Prandini, Jasmine Todd                        | 41.68 | Miglior prestazione personale stagionale |
|      | Trinidad e Tobago | Kelly-Ann Baptiste, Michelle-Lee Ahye, Reyare Thomas, Semoy Hackett                 | 42.03 | Record nazionale                         |
| 4    | Regno Unito       | Asha Philip, Jodie Williams, Dina Asher-Smith, Desiree Henry                        | 42.10 | Record nazionale                         |
| 5    | Germania          | Rebekka Haase, Alexandra Burghardt, Gina Lückenkemper, Verena Sailer                | 42.64 | Miglior prestazione personale stagionale |
| 6    | Canada            | Crystal Emmanuel, Kimberly Hyacinthe, Isatu Fofanah, Khamica Bingham                | 43.05 |                                          |
|      | Paesi Bassi       | Nadine Visser, Dafne Schippers, Naomi Sedney, Jamile Samuel                         | dq    |                                          |
|      | Russia            | Marina Panteleyeva, Kseniya Ryzhova, Elizaveta Demirova, Anna Kukushkina            | dnf   |                                          |